# مارافيروك
مارافيروك، الذي يُباع تحت الاسمين التجاريين سيلزنتري(Selzentry) و سيلسنتري (Celsentri)، هو دواء مضاد للفيروسات القهقرية يستخدم لعلاج فيروس نقص المناعة البشرية/الإيدز والوقاية منه.  يوصى به عمومًا فقط في الحالات التي تحتوي على انتحاء CCR5 ولا يكون عادةً علاجًا أوليًا.  و يؤخذ عن طريق الفم. 
تشمل الآثار الجانبية الشائعة له: السعال و الحمى و الطفح الجلدي و عدوى الجهاز التنفسي العلوي.  قد تشمل الآثار الجانبية الأخرى: اضطرابات المناعة الذاتية، و ردود الفعل التحسسية ، و نخر العظم، ومشاكل الكبد.   لا ينصح عادة باستخدامه أثناء الحمل.  لا ينبغي أن يعطى للأشخاص الذين يعانون من مشاكل كبيرة في الكلى.  وهو موجود في مضادات مستقبلات CCR5 ويعمل عن طريق منع فيروس نقص المناعة البشرية من دخول الخلايا.  
وُوفق على استخدام مارافيروك طبيًا في الولايات المتحدة و أوروبا في عام 2007.   في المملكة المتحدة، يكلف هيئة الخدمات الصحية الوطنية حوالي 520 جنيهًا إسترلينيًا شهريًا اعتبارًا من عام 2021.  و يكلف هذا الشهر في الولايات المتحدة حوالي 1500 دولار أمريكي. 